# 5042 Colpa
5042 Colpa eller 1974 ME är en asteroid i huvudbältet som upptäcktes den 20 juni 1974 av Félix Aguilar-observatoriet. Den är uppkallad efter ordet Colpa, vilket är Huarpe folkets ord för en speciell typ av sten.
Asteroiden har en diameter på ungefär 17 kilometer och den tillhör asteroidgruppen Eos.